# Cheval en Mongolie
Ne doit pas être confondu avec Mongol (cheval).
La Mongolie est le pays du cheval par excellence. Peuple cavalier, les Mongols utilisent toujours abondamment cet animal dans la vie quotidienne. En 1948, la Mongolie compte autant de chevaux que d'habitants. La littérature mongole laisse une large place à des ouvrages populaires traitant des qualités de cet animal, que l'on retrouve aussi dans les mythes, les croyances, la musique, et même l'éducation des enfants.

## Histoire
« La patrie du Mongol est le dos de son coursier, la tente est son foyer. Sa religion et ses légendes ne parlent que du cheval. Personne ne va à pied, princes ou vieillards, femmes ou enfants, tout le monde vit en selle »

— Jacqueline Ripart, Chevaux du monde.

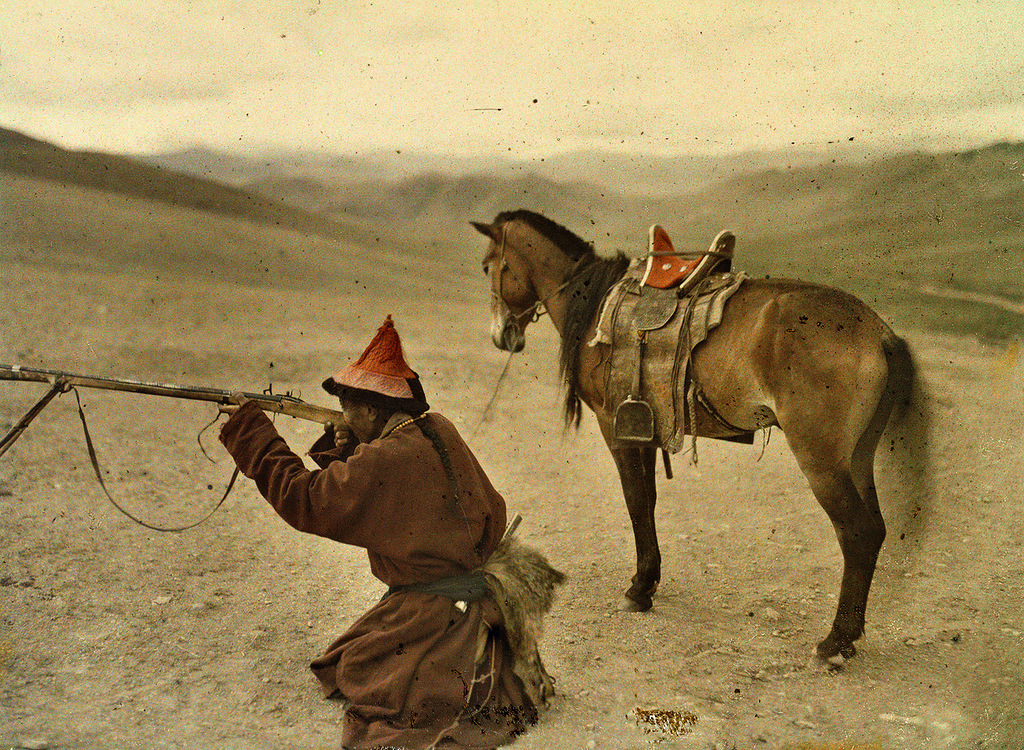
Chasseur Mongol près d'Ourga en 1913

La civilisation Mongole entretient avec les chevaux un lien extrêmement ancien et fort, la qualifier de peuple cavalier est même le stéréotype le plus fréquent et le mieux ancré à son sujet.  
L'une des meilleures preuves de cette association remonte au XIIIe siècle, quand Gengis Khan bâtit l'un des plus vastes empires de tous les temps grâce à sa stratégie militaire et sa grande armée de cavaliers. Les Mongols s'inspirent des Chinois qui semblent avoir été les premiers à mettre en place un système de relais de poste à chevaux dans l'Antiquité, pour transmettre efficacement les informations dans leur empire. Ils découvrent ce système de relais lors de ces invasions au XIIIe siècle, et le reprennent puis le diffusent dans leur propre empire.
La diaspora mongole est présente dans certaines régions de la Chine (Mongolie-Intérieure) et de la Russie (Bouriatie). Malgré l'influence du communisme au XXe siècle, les traditions équestres se sont maintenues. Elles sont cependant devenues plus rares, en raison de la sédentarisation croissante des Mongols dans les villes.

## Élevage
En 1948, la Mongolie compte environ un cheval par habitant, ce qui en fait de très loin le pays ayant la plus forte densité en chevaux sur le continent eurasiatique, loin devant (entre autres) la fédération de Russie (15 chevaux pour cent habitants). Des qualités particulières sont attribuées aux animaux en fonction de leur couleur : les bais, noirs, louvets, souris, gris et aubères sont censés être les meilleurs.

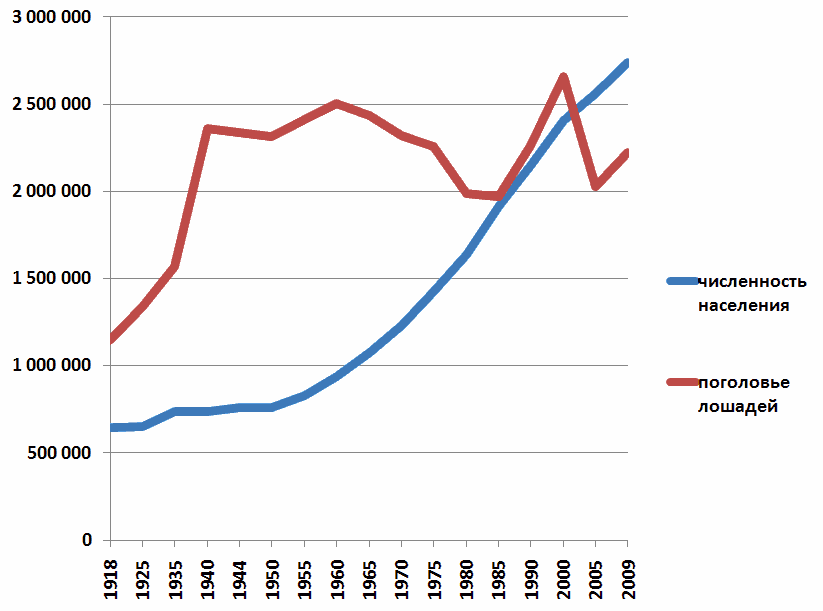
Comparaison entre la population humaine (ligne bleue) et le nombre de chevaux (ligne rouge) en Mongolie, entre 1918 et 2009

## Dans la culture

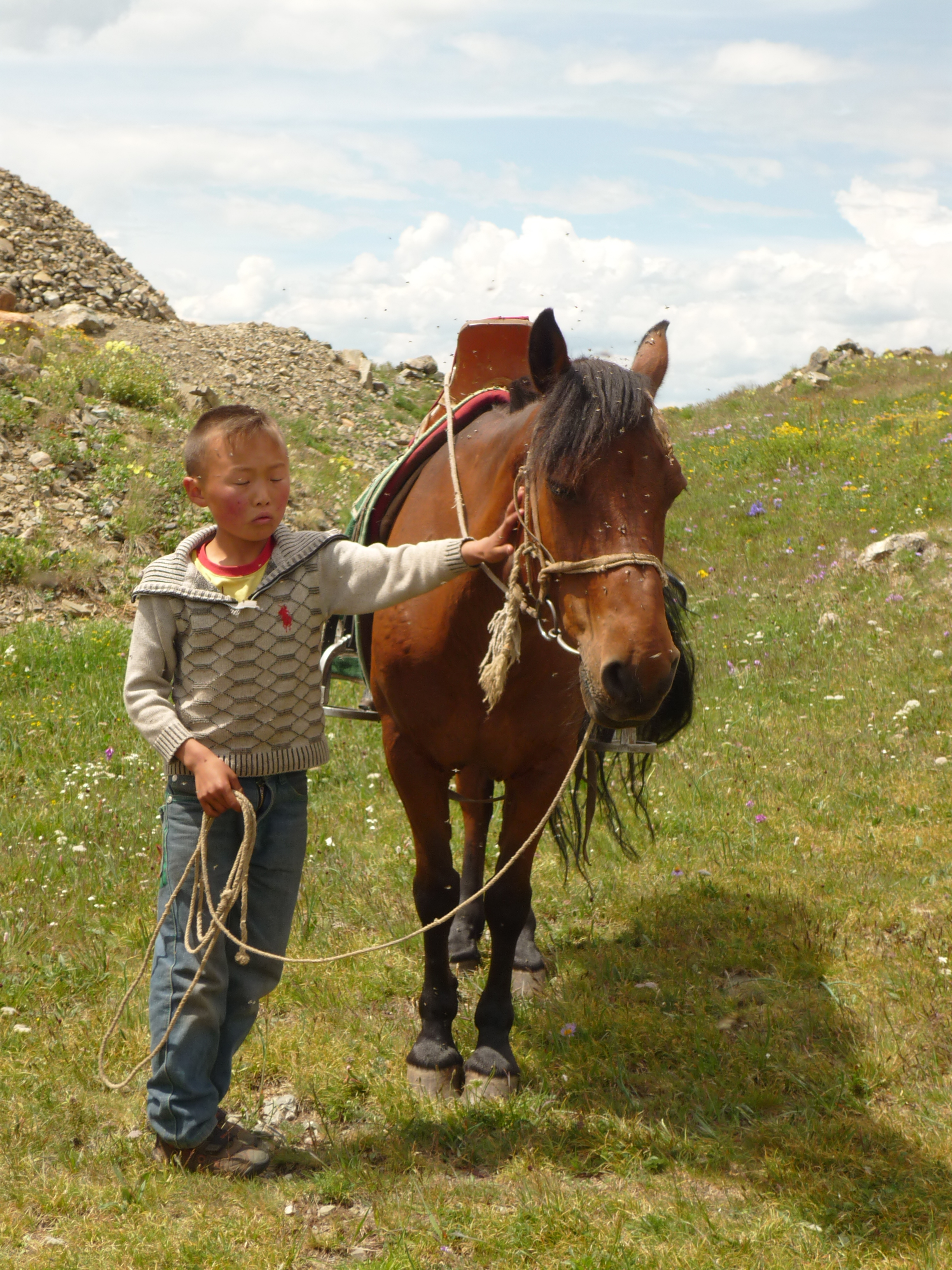
Les enfants Mongols côtoient les chevaux dès leur plus jeune âge

Malgré la sédentarisation croissante, les chevaux restent très présents dans l'imaginaire des citadins. De tous temps, les observateurs qui ont croisé des Mongols ont imaginé jusqu'où pouvait aller leur lien avec les chevaux, les estimant par exemple capables de dormir en selle sur leur monture. Les Mongols prêtent à leurs montures la capacité de voir l'invisible, les fantômes, les âmes et les esprits, contrairement aux humains qui ne les percevraient qu'occasionnellement,. Cette croyance peut avoir une base scientifique : l'ouïe du cheval, plus développée que celle des êtres humains, lui permet effectivement de percevoir des bruits inaudibles pour ces derniers.

### Langue et vocabulaire
La langue mongole dispose d'un vocabulaire extrêmement riche pour l'anatomie du cheval, la « moindre cavité ou protubérance » de l'animal étant désignée par un mot précis. Il en est de même pour décrire la robe de cet animal : la tradition populaire veut qu'il y ait 500 mots pour cela. Ils sont en réalité moins nombreux, mais restent beaucoup plus riches que, par exemple, la nomenclature française. 
Exemple de considération envers l'animal, l'expression mongole utilisée pour demander quelle est la meilleure allure d'un cheval, ene jamar erdemtej mor' ve, signifie littéralement « Quelle est sa science ? » ou « quel est son art ? ».

### Littérature
Le cheval occupe une place centrale dans les traditions orales et la littérature mongole. Cette littérature savante est surtout destinée aux religieux et lettrés, mais parmi elle, la littérature détaillant les caractéristiques du cheval, dite moriny shinzh, forme une exception puisqu'elle est destinée au grand public. Ces ouvrages consistent en de longues descriptions des caractéristiques recherchées chez le cheval, par exemple pour repérer une bonne jument reproductrice ou pour savoir quel type de hongre convient pour attraper les autres chevaux à la perche-lasso. Les épopées, qui forment le genre littéraire le plus ancien en Mongolie, font du cheval un double du héros. De manière générale, l'animal est vu comme raisonnable, davantage que les êtres humains. Les critères d'appréciation d'un cheval sont bien précis. La qualité première est la vitesse, puis vient la beauté.
Cette littérature mongole s'appuie parfois sur des sources fantaisistes. Par exemple, Françoise Aubin y a relevé 244 mots différents pour désigner les dents du cheval, certains manuscrits affirmant que l'animal a 40 dents, d'autres qu'il en a 51.

### Analogies de « dressage »
Il existe des analogies très étroites entre le dressage des chevaux et celui des enfants - les Mongols parlent en effet de « dressage des enfants » et de « faire un humain » pour désigner le processus qui conduit à l’âge adulte. Ils laissent entendre une non-humanité de l'enfant, souvent assimilé au cheval. Ainsi, le rituel qui accompagne la première coupe de cheveux des enfants pour marquer leur sevrage, s’appelle une « coupe de la crinière » et rejoint de façon étroite le rituel équivalent pratiqué sur les chevaux. Les deux rituels ont lieu au printemps et à trois ans d’âge, la seule différence étant que le cheval peut être castré, et donc « introduit dans ses fonctions de production et reproduction du troupeau ».